# Federació Malaia
La Federació de Malaia (Malao: Persekutuan Tanah Melayu; Jawi: ڤرسكوتوان تانه ملايو) fou una federació d'11 estats (nou estats malais i dos colònies britàniques de les Colònies de l'Estret: Penang i Malaca que va existir d'1 de febrer de 1948 fins ele 16 de setembre de 1963. La Federació esdevingué independent el 31 d'agost de 1957, i el 1963 va ser creada Malàisia amb Singapur, Borneo del Nord Britànic, i Sarawak. La combinació d'estats que fou la Federació de Malaia és actualment coneguda com a Malàisia Peninsular.

## Història
De 1946 a 1948, els 11 estats van formar una única colònia de la corona britànica coneguda com la Unió Malaia. A causa de l'oposició dels nacionalistes malais, la Unió fou dissolta i reemplaçada per la Federació de Malaia, la qual va restaurar les posicions simbòliques dels governants dels estats malais.
Dins de la Federació, mentre els estats malais eren protectorats del Regne Unit, Penang i Malaca van restar com a territoris colonials britànics. Com la Unió Malaia abans, la Federació no va incloure Singapur, malgrat les seves connexions tradicionals amb Malaia.
La independència de la Federació fou aconseguida dins de la Commonwealth Britànica de Nacions el 31 d'agost de 1957. El 1963, la Federació fou reconstituïda com a "Malàisia" quan s'hi van afegir els territoris britànics de Singapur, Sarawak, i Borneo del Nord; una reclamació a aquest darrer territori va ser mantinguda per les Filipines. Singapur es va separar de Malàisia per esdevenir una república independent el 9 d'agost de 1965.
L'acord de Federació de Malaia va ser formulat per la Conferència Plenària malaia-britànica entre juny i desembre de 1946. Al final de la reunió, el Ple la conferència va produir un "Llibre Blau" (100 pàgines).
L'acord de Federació de Malaia va ser signat l'1 d'abril de 1946 pels governants malais i per Sir Edward Gent com a representant del govern britànic. L'Acord substituïa al que va crear la Unió Malaia, i preparava l'establiment de la Federació de Malaia l'1 de febrer de 1948. La posició del governants malais era restaurada.

## Llista d'estats membres de la federació
- Johor
- Kedah
- Kelantan
- Malaca[10]
- Negeri Sembilan
- Pahang
- Penang[10]
- Perak
- Perlis
- Selangor
- Terengganu

## Sistema de govern
El govern de la Federació de Malaya era sota el comandament d'un Alt Comissionat britànic amb poders executius, assistit i aconsellat pel Consell Executiu de la Federació de Malaia i el Consell Legislatiu de la Federació de Malaia.
El Consell Executiu de la Federació de Malaia comprenia 7 oficials i 7 membres oficiosos.
El Consell Legislatiu de la Federació de Malaia comprenia l'Alt Comissionat com a President de Consell, 14 oficials i 50 membres oficiosos que representaven les Colònies de l'Estret, grups empresarials i totes les races. A més el Consell Estatal Yang Di Pertuan (el 9 caps d'estat), els ministres en cap i 2 representants de les Colònies de l'Estret esdevenien membres oficiosos.
La Conferència de Governants Malais assessorava al Alt Comissionat en afers d'immigració. El Resident britànic va ser reemplaçat per un ministre en cap o ministre principal en cada estat de la federació.

### Condicions de ciutadania
Les condicions de ciutadania de la Federació de Malaia fou més restringida utilitzant l'aplicació de la llei i la naturalització per aplicació. Sota les lleis, els següents tenien la ciutadania concedida automàticament:
- Ciutadans del sultà de qualsevol estat
- Els ciutadans britànics nascuts a Penang o Malaca que havien viscut contínuament per 15 anys a la federació
- Els ciutadans britànics nascuts en la federació els pares dels quals van néixer o viure contínuament per 15 anys en la federació
- Qualsevol nascut en la federació, conversant en llengua malaia i seguint les tradicions malaies a la seva vida diària
- Qualsevol nascut en la federació els pares de la qual van néixer i viure contínuament per 15 anys a la federació

Via naturalització (per aplicació), un podria aconseguir ciutadania, seguint aquests criteris:
- Haver nascut i viscut per com a mínim 8 dels 12 anys a la Federació de Malaia abans de fer la petició (l'aplicació)
- Haver viscut a la Federació de Malaia per com a mínim 15 dels 20 anys abans de fer la petició.

En ambdós casos (via naturalització), les aplicacions han de ser educades, jurar lleialtat i aclarir les seves raons per viure a la federació, i és fluent en qualsevol de dues llengües: el malai o la llengua anglesa.
La Federació de Malaia, a través de la seva constitució, garantia els drets i posició especial dels malais així com drets, poders i sobirania dels governants malais en els seus estats respectius.

### Separació de poders entre els estats i el govern federal
L'acord de federació (Perjanjian Persekutuan) establia els poders dels governs federals i estatals. Els assumptes financers havien de ser manejats pels estats respectius. El sultà va rebre plens poders en assumptes religiosos i les duanes malaies. La defensa i política estrangera continuaven sent administrades pel govern britànic. L'acord de federació va ser oficialitzat per la constitució de la Federació de Malaia i oficialment declarat l'1 de febrer de 1948.

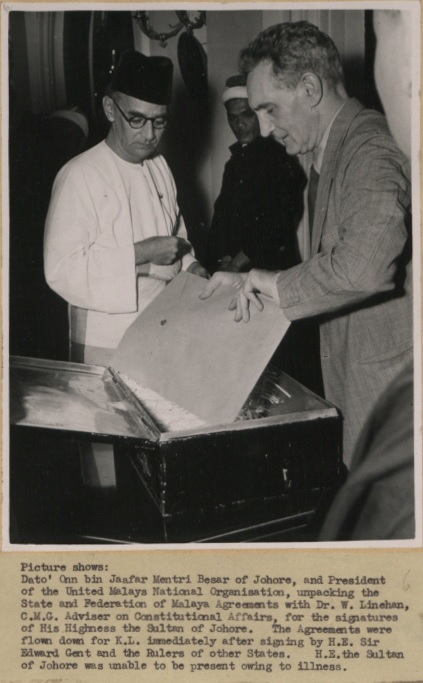
Dato' Onn bin Jaafar Mentri Besar de Johor, i el President de l'Organització Nacional de la Unió Malaia, desempaquetant els acords de l'Estat i Federació de Malaia amb W. Linehan, C.M.G. Assessor en Afers Constitucionals, per les signatures de Sa Altesa el Sultan de Johor, 1948.

## Consell Legislatiu de la Federació de Malaia
El Consell Legislatiu de la Federació de Malaia va celebrar la seva primera reunió en la sala Tuanku Abdul Rahman, Kuala Lumpur el 1948. Va ser oberta pel Alt Comissionat Britànic Sir Edward Gent. Hi va assistir (entre altres) el Ministre d'Estat Britànic per Afers Colonials, Lord Listowel. La composició de membres del Consell va ser estructurada per incloure:
- El Alt Comissionat britànic (com a President);
- 3 membres ex officio (el Secretari en Cap, el Secretari Financer, i l'Advocat general);
- 11 "Membres dels Estats i de les Colònies de l'Estret" (el President del Consell d'Estat de cada estat Malai, i un membre elegit per cada un dels Consells de les Colònies)
- 11 membres oficials; i
- 34 "membres" oficiosos designats

Els membres oficiosos havien de ser ciutadans de la Federació o súbdits britànics.
El 1948 la composició ètnica del Consell va ser feta de la manera següent:
- 28 representants malais, incloent tots els ministres en Cap,
- 14 representants xinesos,
- 6 representants indis, i
- 14 europeus (els ex officio i membres oficials).

Dato' Onn Jaafar va insistir a la primera reunió que els ciutadans de la Federació de Malaia no volien la interferència de poders externs en els afers de la Federació; el representant xinès Ong Chong Keng va afirmar que la gent d'ètnia xinesa serien lleials a la Federació de Malaia. A aquesta primera reunió de Consell, diversos comitès menors van ser formats:
- El Comitè d'Estat de Finances;
- El Comitè Electoral; i
- El Comitè de Privilegis.

La primera sessió va aprovar la llei de la ciutat de Kuala Lumpur, la llei de Transferència del poder, i la llei de Préstec i Deute.

## La inscripció del PKMM refusada

### Separació de poders dels governs federals i estatals
El 1950 el govern de la Federació de Malaia va refusar la inscripció del Partit Nacionalista de Malaia (Parti Kebangsaan Melayu Malaya, PKMM) com a partit polític legítim. PKMM tenia dues ales, l'Angkatan Pemuda Insaf i l'Angkatan Wanita Sedar. Inicialment, PKMM no va tenir tendències comunistes. Després que Mokhtaruddin Lasso va ser elegit com el primer president de PKMM l'octubre de 1946, aquest partit va ser influït pel comunisme. La Joventut de la Unió Malaia (Kesatuan Melayu Muda, KMM) es va fusionar amb el PKMM, i Burhanuddin al-Helmy esdevingué el segon president del PKMM. Burhanuddin va dirigir el PKMM cap a la formació de la Melayu Raya, una fusió d'Indonèsia i Malaia. El desembre de 1947, Ishak Haji Mohamed esdevingué el tercer president del PKMM i aquest va canviar de tesis properes al comunisme cap al nacionalisme. PKMM va estar contra l'UMNO i contra el colonialisme. El PKKM va establir el Pusat Tenaga Rakyat (PUTERA), un conglomerat de partits polítics radicals malais i llavors es va fusionar amb el Consell d'Acció Conjunta Pan-Malaia (All-Malaya Council of Jount Action, AMCJA) que exhaustivament es va oposar a l'Acord de Federació per la fundació de la Federació de Malaia de 1948. El PKMM va acusar els oficials escollits en la Federació de Malaia de ser "titelles" de la "Oficina Colonial". Pel PKMM, no hi hi havia cap base per "preparar Malaia com a govern democràtic".

### Judicatura
El sistema judicial era una estructura jeràrquica típica consistent de tribunals més baixos, un Alt Tribunal i un Tribunal d'Apel·lació. Els caps de Justícia successius foren Sir Stafford Foster-Sutton (1952–1953) (després Cap de Justícia de Nigèria, 1955), Sir Charles Mathew (1953–1956) i Sir James Beveridge Thomson (1957–1963).

## Demografia[15]
| Grup ètnic | 1948      | 1948    | 1951      | 1951    |
| ---------- | --------- | ------- | --------- | ------- |
| Malai      | 2,457,014 | 2.457   | 2,631,154 | 2.631   |
| Xinès      | 1,928,965 | 1.928   | 2,043,971 | 2.043   |
| Indi       | 536,646   | 536.646 | 566,371   | 566.371 |
| Altres     | 64,802    | 64.802  | 75,726    | 75.726  |